# Rezerwaty przyrody w województwie mazowieckim
Na terenie województwa mazowieckiego znajduje się 190 rezerwatów przyrody.
1. rezerwat przyrody Bagno Bocianowskie
2. rezerwat przyrody Bagno Jacka
3. rezerwat przyrody Bagno Pogorzel
4. rezerwat przyrody Barania Ruda
5. rezerwat przyrody Baranie Góry
6. rezerwat przyrody Bartnia
7. rezerwat przyrody Biele
8. rezerwat przyrody Biele Chojnowskie
9. rezerwat przyrody Bojarski Grąd
10. rezerwat przyrody Borowiec
11. rezerwat przyrody Brody Czerwińskie
12. rezerwat przyrody Brudzeńskie Jary
13. rezerwat przyrody Brwilno
14. rezerwat przyrody Brzeźniczka
15. rezerwat przyrody Bukowiec Jabłonowski
16. rezerwat przyrody Chojnów
17. rezerwat Cisowy Majdów
18. rezerwat Cisowy Skarżysko
19. rezerwat przyrody Ciszek
20. rezerwat przyrody Czaplowizna
21. rezerwat przyrody Czarci Dół
22. rezerwat przyrody Czarnia
23. rezerwat przyrody Czerwony Krzyż
24. rezerwat przyrody Dąbrowa Łącka
25. rezerwat przyrody Dąbrowa Polańska
26. rezerwat przyrody Dąbrowa Radziejowska
27. rezerwat przyrody Dąbrowy Seroczyńskie
28. rezerwat przyrody Dębczyna Dewajtis[2]
29. rezerwat przyrody Dębina
30. rezerwat przyrody Dębniak
31. rezerwat przyrody Dęby Biesiadne im. Mariana Pulkowskiego
32. rezerwat przyrody Dolina Mławki
33. rezerwat przyrody Dolina Skrwy
34. rezerwat przyrody Dolina Wkry
35. rezerwat przyrody Drzewce
36. rezerwat przyrody Dybanka
37. rezerwat przyrody Dziektarzewo
38. rezerwat przyrody Dzierżenińska Kępa
39. rezerwat przyrody Fidest
40. rezerwat przyrody Florianów
41. rezerwat przyrody Gołobórz
42. rezerwat przyrody Gołuska Kępa
43. rezerwat przyrody Grabicz
44. rezerwat przyrody Grądy Celestynowskie
45. rezerwat przyrody Grądy Osuchowskie
46. rezerwat przyrody Guść
47. rezerwat przyrody Horowe Bagno
48. rezerwat im. Bolesława Hryniewieckiego
49. rezerwat przyrody Jabłonna
50. rezerwat przyrody Jadwisin
51. rezerwat przyrody Jastrząbek
52. rezerwat przyrody Jedlina
53. rezerwat przyrody Jedlnia
54. rezerwat przyrody Jegiel
55. rezerwat przyrody Jeziora-Olszyny
56. rezerwat przyrody Jeziorko Czerniakowskie
57. rezerwat przyrody Jezioro Drzezno
58. rezerwat przyrody Jezioro Kiełpińskie
59. rezerwat przyrody Jezioro Szczawińskie
60. rezerwat przyrody Kaliniak
61. rezerwat przyrody Kalinowa Łąka
62. rezerwat przyrody Kantor Stary
63. rezerwat przyrody Kawęczyn
64. rezerwat przyrody Kępa Antonińska
65. rezerwat przyrody Kępa Rakowska
66. rezerwat przyrody Kępa Wykowska
67. rezerwat przyrody Kępy Kazuńskie
68. rezerwat przyrody Klimonty
69. rezerwat przyrody Komory
70. rezerwat przyrody Kopiec Kościuszki
71. rezerwat przyrody Korzeń Łącki
72. rezerwat przyrody Kózki
73. rezerwat przyrody Kresy
74. rezerwat przyrody Krępiec
75. rezerwat przyrody Kulak
76. rezerwat im. Króla Jana Sobieskiego
77. rezerwat przyrody Las Bielański
78. rezerwat przyrody Las Jaworski
79. rezerwat przyrody Las Kabacki im. S. Starzyńskiego
80. rezerwat przyrody Las Natoliński
81. rezerwat przyrody Las Pęcherski
82. rezerwat przyrody Lekowo
83. rezerwat przyrody Leniwa
84. rezerwat przyrody Lubaty
85. rezerwat przyrody Lucień
86. rezerwat przyrody Łachy Brzeskie
87. rezerwat przyrody Ławice Kiełpińskie
88. rezerwat przyrody Ławice Troszyńskie
89. rezerwat przyrody Łąck
90. rezerwat przyrody Łęgacz nad Jeziorką
91. rezerwat przyrody Łęgi Czarnej Strugi
92. rezerwat przyrody Łęgi Oborskie
93. rezerwat przyrody Łosiowe Błota
94. rezerwat przyrody Łoś
95. rezerwat przyrody Ługi Helenowskie
96. rezerwat przyrody Majdan
97. rezerwat przyrody Mierzwice
98. rezerwat przyrody Mingos
99. rezerwat przyrody Miodne
100. rezerwat przyrody Młochowski Grąd
101. rezerwat przyrody Młochowski Łęg
102. rezerwat przyrody Moczydło
103. rezerwat przyrody Modła
104. rezerwat przyrody Modrzewina
105. rezerwat przyrody Mokry Jegiel
106. rezerwat przyrody Morysin
107. rezerwat przyrody Mosty Kalińskie
108. rezerwat przyrody Mszar Pogorzelski
109. rezerwat przyrody Na Torfach im. Janusza Kozłowskiego
110. rezerwat przyrody Noskowo
111. rezerwat przyrody Obory
112. rezerwat przyrody Okólny Ług
113. rezerwat przyrody Olsy Płoszyckie
114. rezerwat przyrody Olszyna Łyczyńska
115. rezerwat przyrody Olszynka Grochowska
116. rezerwat przyrody Olszyny
117. rezerwat przyrody Olszyny Rumockie
118. rezerwat przyrody Osetnica
119. rezerwat przyrody Parów Sójek
120. rezerwat przyrody Paryż[3]
121. rezerwat przyrody Pieńki Rzewińskie[4]
122. rezerwat przyrody Pilawski Grąd
123. rezerwat przyrody Pionki
124. rezerwat przyrody Piotrowe Pole
125. rezerwat przyrody Podgórze
126. rezerwat przyrody Podjabłońskie
127. rezerwat przyrody Podlesie
128. rezerwat przyrody Polesie Rowskie
129. rezerwat przyrody Pomiechówek
130. rezerwat przyrody Ponty Dęby
131. rezerwat przyrody Ponty im. Teodora Zielińskiego
132. rezerwat przyrody Popławy
133. rezerwat przyrody Przekop
134. rezerwat przyrody Przełom Witkówki
135. rezerwat przyrody Puszcza Mariańska
136. rezerwat przyrody Puszcza Słupecka
137. rezerwat przyrody Puszcza u źródeł Radomki
138. rezerwat przyrody Rawka
139. rezerwat przyrody Rogalec
140. rezerwat przyrody Rogoźnica
141. rezerwat przyrody Rudka Sanatoryjna
142. rezerwat przyrody Rzepki
143. rezerwat przyrody Sadkowice
144. rezerwat przyrody Sikórz
145. rezerwat przyrody Skarpa Jeziorki
146. rezerwat przyrody Skarpa Mołożewska
147. rezerwat przyrody Skarpa Oborska
148. rezerwat przyrody Skarpa Ursynowska
149. rezerwat przyrody Skulski Las
150. rezerwat przyrody Skulskie Dęby
151. rezerwat przyrody Skwarne Bagna[5]
152. rezerwat przyrody Sokół
153. rezerwat przyrody Starodrzew Dobieszyński
154. rezerwat przyrody Stawinoga
155. rezerwat przyrody Stawy Broszkowskie
156. rezerwat przyrody Stawy Gnojna im. rodziny Bieleckich
157. rezerwat przyrody Stawy Raszyńskie
158. rezerwat przyrody Stawy Siedleckie
159. rezerwat przyrody Sterdyń
160. rezerwat przyrody Surowe
161. rezerwat przyrody Szerokie Bagno
162. rezerwat przyrody Śliże
163. rezerwat przyrody Śnieżyczki
164. rezerwat przyrody Świder
165. rezerwat przyrody Tabory
166. rezerwat przyrody Toczna
167. rezerwat przyrody Tomczyce
168. rezerwat przyrody Torfowisko Jeziorek
169. rezerwat przyrody Torfowisko Karaska
170. rezerwat przyrody Torfowisko Serafin
171. rezerwat przyrody Torfowisko Zawały
172. rezerwat przyrody Torfy Orońskie
173. rezerwat przyrody Turzyniec
174. rezerwat przyrody Uroczysko Stephana
175. rezerwat przyrody Wąwóz Szaniawskiego
176. rezerwat przyrody Wielgolas
177. rezerwat przyrody Wieliszewskie Łęgi
178. rezerwat przyrody Wikliny Wiślane
179. rezerwat przyrody Wilcze Błota
180. rezerwat przyrody Wolica
181. rezerwat przyrody Wólczańska Góra
182. rezerwat przyrody Wydma Mołożewska
183. rezerwat przyrody Wymięklizna
184. rezerwat przyrody Wyspy Białobrzeskie
185. rezerwat przyrody Wyspy Świderskie
186. rezerwat przyrody Wyspy Zakrzewskie
187. rezerwat przyrody Wyspy Zawadowskie
188. rezerwat przyrody Zaborów im. W. Tyrakowskiego
189. rezerwat przyrody Zabuże
190. rezerwat przyrody Zagożdżon
191. rezerwat przyrody Zakole Zakroczymskie
192. rezerwat przyrody Załamanek
193. rezerwat przyrody Zegrze
194. rezerwat przyrody Zwierzyniec
195. rezerwat przyrody Źródło Królewskie
196. rezerwat przyrody Żurawinowe Bagno

## Rezerwaty planowane[6]
- rezerwat przyrody Czerwony Most
- rezerwat przyrody Grądy
- rezerwat przyrody Szabasówka
- rezerwat przyrody Torfowisko Lipowe Pole